# Heinrich Himmler
Heinrich Luitpold Himmler, nemški nacistični častnik in poslovnež, * 7. oktober 1900, München, † 23. maj 1945, Lüneburg.
Kot poveljnik Schutzstaffel (Reichsführer-SS (RF-SS)) je bil eden najbolj vplivnih oseb v Tretjem rajhu. Himmler je postal glavni organizator holokavsta. Kot ustanovitelj in poveljnik nacističnih koncentracijskih taborišč ter Einsatzgruppen čet smrti, je odgovoren za načrtno smrt 6 do 12 milijonov ljudi. To je bilo namenjeno predvsem Judom in pa tudi proti ostalim narodom ter rasam, ki so se mu zdele manjvredne.

## Biografija

### Zgodnje življenje
Rojen je bil blizu Munchna na Bavarskem v srednje razredni družini. Oče Gebhardt Himmler je bil ravnatelj, poročen pa je bil z Anno Heyder. Imel je še starejšega brata Gebhardta mlajšega in mlajšega brata Ernsta. Ko je zapustil visoko šolo Landshut je bil imenovan za poročnika kadeta. Pridružil se je 11. bavarskemu regimentu, da bi služil domovini med prvo svetovno vojno. Malo preden bi bil imenovan za poročnika se je vojna končala in odšel je iz vojske ne da bi enkrat videl boj. Naslednje leto je začel študirati agronomijo pri tehnični visoki šoli v Münchnu. Ko je bil študent je postal aktiven v zasebni vojski nekdanjih nemških vojnih veljakov (Freikorps), ki so obžalovali, da so izgubili prvo svetovno vojno. Leta 1923 se je pridružil še Reichkriegsflagge (Državna vojna zastava) in sprejel vabilo nacistične stranke, ki je rekrutirala člane Freikorpsa. Ti naj bi postali nove nacistične enote znane kot Sturmabteilung (SA). Sodeloval je tudi v neuspelem poskusu prevzema oblasti Adolfa Hitlerja novembra 1923.

### Napredovanje v SS
Himmler se je pridružil SS leta 1925 in leta 1927 je že bil imenovan za namestnika Reichsführerja SS in ta položaj je vzel zelo resno. Po odhodu komandirja SS Erharda Heidna je bil Himmler imenovan za novega reichsführerja SS januarja 1929. Ko je prevzel vodstvo SS je imel slednji le 280 članov in je bil mišljen kot bataljon veliko večje SA. Sicer je bil Himmler po činu le višji poročnik SA, toda o sebi je menil kot o Reichsführerju SS.
Do leta 1933, ko je nacistična stranka dobivala moč, je imel Himmler pod sabo že 52.000 članov SS. Organizacija je razvila stroge kriterije pridružitve k SS, ki so se skladale s Hitlerjevimi predstavami o arijski rasi. Potem ko je postal Gruppenführer v SA, je skupaj s svojim namestnikom Reinhardom Heydrichom skušal ločiti SS od SA. Predstavil je nove črne SS uniforme, ki so zamenjale rjave srajce SA v jeseni leta 1933. Kmalu potem je bil imenovan za Obergruppenführer SS in Reichsführer SS in je tako postal enak voditeljem SA.
Himmler in eden od Hitlerjevih pomembnih mož Hermann Göring sta se strinjala, da sta SA in njen voditelj Ernst Röhm začela predstavljati resno grožnjo nemški vojski in nacističnemu vodstvu. Röhm je imel močna socialistična prepričanja in čeprav je Hitler že prevzel oblast, je še vedno menil, da se prava revolucija še ni začela. Zaradi tega so nekateri nacistični voditelji verjeli da bo Röhm uporabil SA za upor proti vladi.
Z nekaj prepričevanja s strani Himmlerja in Göringa se je Hitler začel počutiti ogroženega in se je strinjal da mora Röhm umreti. To nalogo je prepustil Himmlerju in Göringu, ki sta skupaj z Reinhardom Heydrichom, Kurtom Daluegom in Walterjem Schellenbergom naročila umor Röhma (izvedel Theodor Eicke) in še nekaterih pomembnih ljudi v SA. Odstranili so tudi nekaj Hitlerjevih osebnih sovražnikov (Gregor Strasser in Kurt von Schleicher). To se je zgodilo 30. junija leta 1934 in ta dan je znan kot »noč dolgih nožev«. Naslednji dan je Himmlerjev naslov Reichsführer SS postal uradni čin in SS je postala neodvisna organizacija nacistične stranke.

### Utrditev moči
Leta 1936 je Himmler dobil še večjo avtoriteto, ko je bil določen za načelnika nemške policije. V resnici še ni prevzel oblasti nad uniformirano policijo. Šele leta 1943, ko je Himmler postal notranji minister je dobil popolno oblast nad nemško uniformirano policijo. Nemške politične sile policije so prišle pod Himmlerjev nadzor leta 1934, ki jih je spremenil v Gestapo in takrat je naredil celotno mrežo koncentracijskih taborišč. Ko se je vojna začela so bila ustanovljena nova taborišča, ki se niso štela kot koncentracijska taborišča in Himmler nad njimi ni imel nadzora. Z njegovim imenovanjem leta 1936 je prevzel nadzor tudi nad nemškimi nepolitičnimi detektivskimi silami znanimi kot Kripo. Kripo je skušal združiti z Gestapom v Sicherheitspolizei, ki bi ga nadzoroval pomočnik Reinhard Heydrich in tako prevzel popolno oblast nad celotnimi nemškimi deetektivskimi silami, toda to se ni zgodilo. Kripo je še naprej ostal pod kontrolo civilne administracije. Kot take so se tudi zelo dobro izkazale v okupiranih območjih. Po izbruhu 2. svetovne vojne je osnoval Reichssicherheitshauptamt (RSHA-glavna varnostna pisarna rajha), kjer so bili skupaj Gestapo, Kripo in SD, a ločeni v oddelke. Poskusi leta 1940, da bi z izkoriščanjem nove strukture RSHA prevzel nadzor nad Kripom s tem, da bi dal področnim častnikom RSHA poveljstvo nad pisarnami Kripa so bili tudi neuspešni. Tudi SS je razvijal svojo lastno vojaško vejo SS-Verfügungstruppe, ki je kasneje postala znana tudi kot Waffen-SS.

### Himmlerjeva vojna proti Judom
Po noči dolgih nožev je SS-Totenkopfverbände dobil nalogo organizacije in upravljanja režima glede koncentracijskih taborišč in po letu 1941 iztrebljevalnih taborišč v okupirani Poljski. SS je skupaj s Sicherheitsdienst (SD) varnostno agencijo bila zadolžena za iskanje Judov, Romov, homoseksualcev, komunistov in ljudi katerekoli druge kulture, rase, politične prepričanosti ali vere za katere so nacisti verjeli da so ničvredne in pa nasprotnike režima, ter jih vse poslali v koncentracijska taborišča. Himmler je odprl prvo od teh taborišč blizu Dachava 22. marca leta 1933. Postal je eden od glavnih arhitektov holokavsta, z uporabo misticizma in fanatičnega prepričanja v rasistično nacistično ideologijo s katero bi upravičil množične umore in genocid milijonov žrtev. 4. oktobra leta 1943 je imel Himmler tri urni govor o iztrebljanju Judov na skrivnem sestanku SS v mestu Poznan, kjer je prestavil svoje ideje zbranim SS-Gruppenführerjem.

### 2. svetovna vojna
Pred invazijo Rusije leta 1941, je začel Himmler pripravljati SS na iztrebljevalno vojno proti Judom in boljševikom. Himmler je vedno rad iskal skupne točke nacistične Nemčije s srednjim vekom in to vojno je primerjal s križarskimi pohodi. Zbiral je prostovoljce iz Danske, Norveške, Švedske, Nizozemske, Belgije, Francije, Španije, ter po invaziji Ukrajine, Latvije, Litve in Estonije. Privabljal jih je z razglasitvijo evropskih križarskih pohodov s katerimi bi zavarovali Evropo pred »poganskimi boljševiškimi hordami«.
Leta 1942 sta dva  češka specialca, ki so ju poslali iz Velike Britanije, izvršila atentat na Himmlerjevo desno roko Reinharda Heydricha. Himmler je kot maščevanje takoj ukazal naj pobijejo celotno moško prebivalstvo v vasi Lidice, ki pa z atentatom na Heydricha dejansko niso imeli nobene povezave. 
Leta 1943 je bil Himmler imenovan za nemškega notranjega ministra, toda to je bila zanj bolj Pirova zmaga. Himmler je želel z njegovo novo močjo spreobrniti proces pridružitve civilnih služb državi in medtem pridobiti popolno moč nad negestapovsko policijo. Ta brezupna prizadevanja so razjezila Martina Bormanna, Hitlerjevega tajnika in kanclerja stranke. Nekaj nezadovoljstva je prišlo tudi s strani Hitlerja, ki je vedno imel tradicionalno civilno službo za enega od temeljev nacizma. Himmler je vseskupaj še poslabšal, ko je kot glavni pri »Domači vojski« poskušal uveljaviti svojo moč nad vojsko in policijo, ter prenesti policiste v Waffen SS. Bormann ga je celo spodbujal, a le do trenutka, ko mu je načrt lahko uničil in tako pustil Himmlerja osramočenega. To je tudi škodilo njegovim odnosom s policijo.
Po zaroti glavnih ljudi nemške vojaške agencije Abwehr proti Hitlerju 20. julija 1944 (vključno z voditeljem admiralom Canarisom), je Hitler razrešil Abwehr in naredil SD kot edino obveščevalno agencijo Tretjega rajha. To je povečalo Himmlerjevo že tako veliko osebno moč. Kmalu se je razkrilo, da je general Friedrich Fromm, komandir nadomestne vojske (Ersatzheer) bil tudi vpleten v to zaroto. Po Frommovi odstranitvi je bil za njegovega naslednika imenovan Himmler, ki je to takoj izkoristil za širjenje Waffen SS. Na nesrečo Himmlerja je preiskava zarote kmalu razkrila vpletenost mnogih častnikov SS, to pa je bilo dobro za Bormannov bolj za moč nad SS, glede na to, da je bilo v zaroto vpletenih le malo častnikov v stranki.
Pozno leta 1944 je Himmler postal komandir vojaške skupine Zgornji Ren, ki se je borila proti prihajajočim vojakom ameriške sedme in francoske prve enote v regiji Alsace na zahodnem bregu reke Ren. Himmler je uspel obdržati položaj vse do zgodnjega 1945. Zaradi neuspeha Wehrmachta pri ustavitvi invazije sovjetske vojske, pa ga je Hitler premestil in imenoval za poveljnika na novo osnovane »vojaške skupine Visla«. Ker Himmler v resnici skoraj ni imel vojaških izkušenj kot poveljnik, se je ta odločitev izkazala za katastrofalno in je bil posledično hitro razrešen tega položaja, nadomestil pa ga je general Gotthard Heinrici. Ko je kazalo na nemški poraz, so mnogi mislili, da bo Himmler tisti ki bo nasledil Hitlerja kot nov firer Nemčije. Ampak po vojni je poznalo znano, da Hitler ni nikoli mislil o Himmlerju kot o svojem nasledniku, ker je zaradi njegovega načina vodenja SS postal osovražen pri nacistični stranki.

### Pogajanja o premirju, zajetje in smrt
V zimi 1944/45 je Himmlerjev Waffen SS štel že 910.000 članov, skupaj z Allgemeine-SS (vsaj na papirju) pa naj bi jih bilo celo okoli 2 milijona. Toda do pomladi 1945 je Himmler že izgubil upanje v nemško zmago, delno morda zaradi pogovorov z Walterjem Schellenbergom in maserjem Felixom Kerstenom. Začel se je zavedati, da je edino upanje da se nacistični režim obdrži, premirje z Britanijo in Ameriko. V ta namen je kontaktiral grofa Folke Bernadotteja na Švedskem in začel pogajanja o predaji na zahodu. Himmler je upal, da se bodo Britanci in Američani skupaj z Wehrmachtom borili proti Sovjetom. Ko je za to izvedel Hitler, je razglasil Himmlerja za izdajalca in mu odvzel vse naslove in čine le dan preden se je Hitler ubil. Ko je bil Himmler razrešen je bil državni vodja SS, načelnik nemške policije, državni minister za notranje zadeve, višji poveljnik Volkssturm in višji poveljnik Domače vojske.
Na nesrečo Himmlerja so pogajanja z grofom propadla. Ker se ni mogel vrniti v Berlin se je pridružil višjemu admiralu Karlu Dönitzu, ki je takrat poveljeval vsem nemškim enotam na zahodu iz bližnjega Plöna. Dönitz nekako ni nikoli dobil Hitlerjevih ukazov glede Himmlerja. Po Hitlerjevi smrti se je Himmler pridružil kratko trajajoči vladi Flensburg, ki ji je predsedoval Dönitz ampak je bil kmalu razpuščen 6. maja 1945, ker je Dönitz upal da se bo tako bolj priljubil zaveznikom. Himmler se je potem obrnil k Američanom kot dezerter. Kontaktiral je štab Dwighta Eisenhowerja in rekel da bi predal celotno Nemčijo, če ga ne bi obravnavali kot vojnega zločinca. Poslal je tudi prošnjo da bi bil minister za policijo v povojni Nemčiji. Vendar Eisenhower ni hotel imeti opravka s Himmlerjem in ta je bil posledično razglašen za enega od glavnih vojnih zločincev.
Ker ga niso hoteli ne Nemci in ne zavezniki, je Himmler nekaj dni taval okoli Flensburga blizu danske meje, glavnega mesta Dönitzeve vlade. V upanju, da ga ne bi aretirali, se je preoblekel v štabnega praporščaka skrivne vojaške policije. Uporabljal je ime Heinrich Hitzinger, obril si je brke, čez levo oko pa si je nadel prevezo v upanju, da bi se lahko vrnil na Bavarsko. S sabo je nosil mnogo lažnih dokumentov, a nekdo ki je s sabo nosil vse potrebne dokumente, je zbudil pozornost britanske vojske v Bremnu, kjer so ga aretirali. Himmler bi moral iti na sojenje skupaj z ostalimi nemškimi vodjami kot eden največjih vojnih zločincev, ampak je storil samomor v Lünebergu: 23. maja 1945, ko je nekaj ur preživel v ameriškem ujetništvu in ga je pregledal vojaški zdravnik. Ko mu je hotel pregledati ustno votlino, je Himmler pregriznil kapsulo cianida, skrito med zobmi. Petnajst minut so ga reševali in držali pri življenju (izpirali želodec s slano vodo, prebodli jezik s šivanko in ga vlekli iz grla s sukancem, premetavali po tleh), a je slednjič umrl. Naredili so posmrtne fotografije, ga zavili v vojaško odejo in pokopali ob glavni cesti v neoznačen grob. 
Poleg tega je bil:
- Reichs- und Preussischer Minister des Innern (Državni & pruski minister za notranje zadeve; 1943-1945)
- Chef der Deutschen Polizei (ChdDtP) (načelnik nemške policije; 1936-1945)
- Chef der Heeresrüstung und Befehlshaber des Ersatzheeres (Ch H Rüst u.BdE) (Načelnik vojaškega opremljanja in poveljnik nadomestne vojske; 1944-1945)
- Reichskommissar für die Festigung des Deutschen Volkstums (RKV) (Državni komisar za krepitev nemštva; 1939-1945)
- Verein Lebensborn e.V.  (Predsednik Lebensborna; 1936-1945)
- Verein Das Ahnenerbe Forschungs-und Lehrgemeinschaft' (Predsednik Ahnenerba)
- Beauftragter der NSDAP für alle Volkstumsfragen (Komisar NSDAP za vse rasne zadeve)
- Generalbevollmächtigter für die Verwaltung (Generalni pooblaščenec za administracijo; 1943-1945)